# カネコアヤノ
カネコ アヤノ（1993年1月30日 - ）は日本の女性シンガー・ソングライター、俳優、モデル。神奈川県横浜市出身。バンド・セット、ギター弾き語りの両形態で音源発表・ライブ活動をおこなっており、平明でありながら着眼点が鋭く日記のようでも詩的でもある歌詞や、呟きや囁きのような声から力強い声まで振り幅が大きい歌声などを評価されている。
和光大学在学中の2012年ごろに音楽活動を開始し、2014年にキティエンターテインメントより「今、一番生まれる時代を間違えた女」のキャッチコピーとともに『来世はアイドル』を発表。2016年よりフリーランスを経てwe areレーベルに移籍。2018年には本当の1stアルバムと位置づけられる『祝祭』を発表し、芸術性・大衆性を兼備した音楽家としての評価を確立。翌2019年に1994レーベルから発表した『燦々』で、CDショップ大賞〈青〉を受賞している。

## 来歴

### 生い立ち（1993年 - 2011年）
カネコアヤノは1993年1月30日に生まれた。出身地は神奈川県横浜市で、あまり音楽を聞かない家庭（両親と6歳上の姉）で育った。幼少時は恥ずかしがり屋で、親の前でも歌を歌うことはなかったという。ギターは中学3年生のころにチャットモンチーなどの影響で始め、高校1年生のころまで熱心に練習をしたという。高校時代は毛皮のマリーズ、シャムキャッツに傾倒し、2年生のころから下北沢や新宿のインディーズ・バンドのライヴに足を運ぶようになる。そこで知り合った友人の影響などで町田康やはっぴいえんど、戸川純なども聴くようになった。高校卒業直前にはライブハウスで知り合った友人とバンドを組み、このころ作曲を開始した。バンドは長続きせず、以降はエレキ・ギターの弾き語りというスタイルで演奏するようになる。

### デビュー前後（2011年 - 2016年）
和光大学進学後、ライブハウス通いをしていたころは途絶えていたギターの練習を本格的に再開。同学に通いながら当時の友人で後にカネコのサポート・ギタリストも務める濱野夏椰に「はっぴいえんどを聴かせておくれよ（仮）」を聴かせたことをきっかけに、濱野夏椰と音楽活動をはじめる。そして、濱野の父で後にカネコのサポート・ドラマーとレコーディング・エンジニア（伊豆スタジオ）も務める濱野泰政（シャープ兄弟）も交え同曲の宅録音源を作成。その後濱野泰政にマネージャーを紹介され、大学2年時の2012年5月にミニアルバム『印税生活』を自主制作で発表することになる。同作録音時点のカネコはライブ活動をまだ開始しておらず、高良 (2014) によるインタビューにおいてカネコは、ライヴ活動を通して自分は“ワー！”って歌う人であることに気付いた後と比べてみると発声が弱いと同作を振り返っている。同年6月、同作を聴いたSCANDALの東京公演（Zepp Tokyo）でオープニング・アクトを務め、ライブ・デビューを果たす。
その後翌年のライブをきっかけに本村拓磨（Gateballers、ゆうらん船）がバックバンドのベーシストして加入。2013年2月には舞台『ソラオの世界』（西田シャトナー原作）で主人公の幼少時を演じ、俳優としてもデビューした。またこのころ、SCANDALも所属するキティエンターテインメントと契約している。
2014年5月にアルバム『来世はアイドル』を「今、一番生まれる時代を間違えた女」のキャッチコピーとともに発表。この作品は〈昭和のフォーク音源？〉とも思わせるディープな音像と評された。同年には映画『恋文X』の主演も務め、音楽×映画の祭典『MOOSIC LAB 2014』においてベストミュージシャン賞を受賞した。大学卒業後の2015年11月にはアルバム『恋する惑星』を発表。この作品はバックバンドは前作と同じだが、編曲者が新たに参加しており、そのアレンジのおかげでフォークとは異なる音楽性になっていると澤本嘉光は述べており、またaokinoko (2015) は新たなポップセンスが開花したと評した。

### 「カネコアヤノ シーズン2」（2016年 - 2018年）
2016年、キティーエンターテインメントとの契約を解除し、フリーランスで活動している間に弾き語りアルバム『hug』（4月）を発表。歌うことに対する恥ずかしさがなくなったのはこの頃であるという。その後SEBASTIAN Xのマネージャーでもある粟生田悟が代表を務めるwe areに移籍。カネコ自身の希望によりギタリストに林宏敏（元踊ってばかりの国）を迎えた。所属事務所、バンド、マネージャー、カメラマンといった体制が大きく変化したこの時期について、カネコ自身は「カネコアヤノ シーズン2」を称している。同年11月にはとEP『さよーならあなた』を発表。
翌2017年4月には人々との出会いや繋がりへの思いを『ひかれあい』という題に込めたEPを発表。同作には3つの楽曲がバンド編成・弾き語りの2バージョンで収録されている。このころカネコは、自身のバンドについてすごく前進していて完成に近づいてきたと語っており、金子厚武 (2017, p. 2) はかわいらしさとか、儚さ、切なさが先に立ってたような印象から強い印象に変化したと、西澤 (2017a) はより洗練されたサウンドになったと評している。また性格的にも、以前より明るく積極的になったと本人やバンド・メンバーは語っており、編曲についてもより積極的に意見を述べるようになったという。
同年9月には、A面に『hug』のリマスタリング音源、B面に新曲を収めたLPレコード『群れたち』を発表。同作について森 (2017) は、ドラマティックに動いてきたこの1年間の集大成であるとし、どの楽曲からも風景と感情がはっきりと感じられて、まるで短編映画のオムニバスを観ているような気分になる。実体験と物語が混ざり合うようなこの感覚は、彼女の新たな作風と言えるかもしれないと評した。
Bob（HAPPY）をドラマーとして迎えた後、翌2018年4月にカネコアヤノの第2章を総括するアルバム『祝祭』を発表し、芸術性・大衆性を兼備した音楽家としての評価を確立、翌年の「CDショップ大賞」において入賞を果たした。なにげない日常をこそ祝祭と捉えたいという思いが表題に込められた本作についてカネコは、ドキュメンタリーだし、エッセイで、私小説だと思ってると延べ、自分で試行錯誤しながら作った〔……〕本当の1stアルバムと位置づけている。また、収録曲の「グレープフルーツ」は、カネコの代表曲となっている。なお濱野泰政はドラマーの席を譲って以降もレコーディング・エンジニアとして、編曲などへの参加も含めカネコの作品に関わっている。
この間上記を含めCD、LPレコード、カセットテープなど複数の媒体で作品を発表し、それらの作品やライブのチケットは発売後すぐに完売という結果を収めており、このことについて北沢 (2018, p. 2) はアーティスト本人とスタッフが知恵を凝らした地道な（多額の宣伝費を掛けたJ-POPとは異なる）努力が表れたものであると分析している。このほか同時期には、映画『退屈な日々にさようならを』（2016年、主題歌も提供）、『光の光の光の愛の光の』（2016年）に出演し、俳優としても活躍している。

### 1994との契約以降（2018年 - ）
2018年10月ごろに1994所属となった後、翌2019年9月には包み込むようなタイトルにしたかったからという思いのもと『燦々』と名付けられたアルバムを発表。この作品は澤田 (2019)から前作以上にプレーンなロックンロールを志向した作品に仕上がっていると評され、北沢 & 山元 (2019b, p. 3) からはアレンジがすごく緻密に、しかもカラフルになって、それぞれの曲のよさを引き立てながら、プレイヤーたちの才能もますます発揮されている点において前作からの音楽的成長が感じられると評された。本作は翌年のCDショップ大賞の大賞〈青〉を受賞し、収録曲の「光の方へ」がSpotifyのプレイリスト「My Top Songs 2019」において日本語曲の最上位にランクインするなど、2019年を代表する作品・アーティストとして評価を受けた。
- 2020年
  - 4月、両A面シングル「爛漫 / 星占いと朝」をリリース。J-WAVE SONAR MUSIC「SONAR’S ROOM」コーナーにて、火曜レギュラーを担当する。
  - 7月、オンライン・ライブハウス『LIVEWIRE』のこけら落とし公演に出演[43]。
  - 9月、「カネコアヤノ ワンマンショー 2020秋」を開催。
  - 10月、WWW presents『サニーデイ・サービス x カネコアヤノ』に出演。
  - 11月、GREENS presents “芍薬”（カネコアヤノ x 中納良恵）に出演。配信シングル「腕の中でしか眠れない猫のように」をリリース。
- 2021年
  - 1月、「カネコアヤノ Zeppワンマンショー 2021」ツアーの開催が予定されていたが、新型コロナウイルス感染拡大による緊急事態宣言発令に伴い、全公演中止となる。同年2月に無観客配信ライブ「カネコアヤノ Zeppワンマンショー 2021 オンライン」として開催された[44]。
  - 4月、ライブナタリー "カネコアヤノ x ハンバート ハンバート" に出演。アルバム『よすが』をリリース [45][46][47][48]。

### バンド「kanekoayano」（2024年 - ）
2024年8月3日、それまでサポートメンバーとして活動していた林宏敏（Guitar）、takuyaiizuka（Bass）、Hikari Sakashita（Drums）が正式メンバーとしてバンドに加入したことを発表。また、バンドでの活動名義は「kanekoayano」、ソロ活動名義は「カネコアヤノ」での表記となることも合わせて発表された。
2024年10月、バンドのDrums担当のHikari Sakashitaが、かねてより患っていた病気の治療に専念するため、活動を休止。12月28日、Hikari Sakashitaがバンドを脱退することが発表された。脱退理由については「重大な契約違反が発覚したため」と説明されている。

## 音楽性

### 他のアーティストからの影響
前述のとおり高校生のころに町田康（INU）に傾倒し、以降はっぴいえんどやたまの影響を受けるようなる。歌詞については町田の他、草野マサムネ（スピッツ）が好きであるという。岡村 (2020) に対しては、普段はあまり音楽を聴くわけではなく、『こういうものを取り入れてみよう』みたいなことはわからないと語っている。

### 初期の評価
高良 (2014) は、かわいらしい歌声なのに、どこか懐かしさや哀愁が漂う楽曲と評し、Uta-Net (2015) も四畳半フォークに通じる何気ない日常のひとコマを描くことができるアーティストとカネコを紹介し、懐かしさを感じさせるサウンドを纏った、“普段着”の歌声と歌詞と評している。また澤本嘉光も、北山修（ザ・フォーク・クルセダーズ）の詞との類似性を指摘している。エレキ・ギターの弾き語りというスタイルについては、当初はただ面白いからやっていたが、高良 (2014) によるインタビューの時点では自分の曲とか声がエレキギターに合っているという積極的な思いの元続けていると述べている。Uta-Net (2015) においてはポップで異質でどこまでも正直な音楽体験と表現された。

### 作詞作曲とプロダクション
作曲にはギターを使っており、会話の中で出てきた中から携帯電話やノートに書き留めた言葉を軸として作詞をおこない、同時進行的にメロディも作っていくと語っている。曲は途中でテンポや拍子が変わるものが多く、西澤 (2016b) と林宏敏は、メロディーや譜割り、リズム・センスが独特であると述べている。そのほか西澤 (2017a) はサウンドワークについてカラリとした点が魅力であるとも述べ、滝沢 (2017) はメロディについて混じり気のないと表現している。編曲の際には、まずカネコが抽象的なイメージや身振り手振りによって伝え、エンジニアの濱野泰政やバンド・メンバーに頼って作っていくという。
歌詞は平明で奇をてらわず気取らず飾り立てないまっすぐな言葉遣いでありながら、大学時代に詩を学んでいたこともあり、金子厚武 (2017, pp. 1f.)がいわゆるJ-POPの歌詞よりも詩的であるとするなど、歌詞としてだけでなく詩としての鑑賞にも耐えると評価されている。北沢 (2018, p. 4) は歌詞について、日記のように綴られており、ひとりごとの連続のように見えるとし、メロディーやリズムが合わさることで聴く者はカネコに秘密を打ち明けられたような気持ちになると描写している。カネコ本人も、自身にとって曲を作ることは日記や私小説を書くようなことであり、日記を書くみたいに曲を書くのは、齢を重ねるごとに見えなくなっていくものを忘れないようにするためだと述べている。カネコの歌における重要な主題としては人間関係といった関係性が挙げられ、北沢 & 山元 (2019b, p. 2) は着眼点の鋭さとストーリーテリングの妙によって君との関係性に想像力をふくらませることができると指摘している。そのように日常を生々しい言葉で綴った歌詞は、恋愛や生活といった局面を乗り越えるための「お守り」のようであるとも表現される。

### 歌唱と演奏
歌声は、独り言や呟き・囁きのような声から、感情剥き出しの切り張った声まで振り幅が大きい。村尾 (2020, p. 2) によるとそこに込められた感情は、直感的で剥き出しで特定の感情に限定されない様々なものが、濁りなく澄み渡ったかたちで混ざりあったものである。また村尾は、グラマラスであり音楽によって開放されているようなカネコの表情や身のこなしにリスナーは惹かれるのであろうと推測している。そのほか歌声については、滝沢 (2017) が少年のような、金子厚武 (2018) がどこかアンニュイで、強い存在感を放つ、西澤 (2018) が朴訥としながらも芯のあると評している。白崎 (2016) は舌足らずで甘えるような声と表現しており、滑舌の悪さが指摘された際にはカネコ本人もそのことを認めている。
ライブは、バンド編成・弾き語りの双方で行っており、バンド編成で発表したアルバムの弾き語り版を別途発表することもある。バンド編成での演奏については、カントリー、サイケ、ロックンロール、フォーク、ソウルなどの要素が含まれたアーシーでインディー・ロック的なサウンドであり、歌の添え物としての単なるサポート・バンドにとどまらず、カネコ自身も加えた４人編成のバンドとして成立していると評される。また西澤 (2017b) は、喉を全開で歌っている点が弾き語りとは異なり、緩急の妙が特徴で、会場の空気がカネコに服従しているかのようであると表現する。カネコ本人は、本秀康による漫画とイラストレーションの違いについての発言を引き、バンド編成においてはとにかく楽しくやるという空気感が重要であるのに対し、弾き語りでは歌詞を一つひとつ読み上げるような気持ちで丁寧に歌っていると述べている。
ライブにおいては基本的にMCを挟むことはなく、そのことにより集中力が高まりライブのクオリティが上がるのだと2018年当時のマネージャーは証言している。山元 (2020, p. 3) は、MCを省いた研ぎ澄ますようなライブ・スタイルは2018年2月のライブを境に確立されたものであるとし、カネコと観客一人一人との間の音楽を通じたコミュニケーションの濃密においてMCは確かに無粋であろうと述べている。

## 演技
漫画家の西島 (2015) はカネコのナチュラルな演技が素晴らしいと評している。また、マヒトゥ・ザ・ピーポー（GEZAN）は『退屈な日々にさようならを』におけるカネコの演技について虚実を行き来してる感じがし、カネコが素に返る瞬間にドキッとすると述べている。

## 人物評・活動に対する思い
「かわいい」という評価がなされることについては2017年ごろに、作品に関しては創作には男女関係がないという思いから抵抗感があるとする一方で、服装や容姿に関してそのように言われることについては嬉しいとも語っている。北沢 & 山元 (2019b, p. 3) はカネコについて、刹那を燃焼し尽くしながら生きていて苦しいなかにも常に希望を見出そうとしてるとの印象を語っている。また同インタビュー（p. 4）においてカネコは、自分の音楽がだれかを救うのであれば、音楽活動をおこなう理由などにおいてずっと変わらないでいるといったかたちの責任を自らは負わなければならないと述べている。

## おもな使用機材
| 左：メロディー・メーカー右：カントリー・ウェスタン      |  | 左：メロディー・メーカー右：カントリー・ウェスタン |
| - 左：メロディー・メーカー - 右：カントリー・ウェスタン |  |                                                    |

1966年製ギブソン・メロディ・メーカーD
2016年以降愛用し、『よすが』発表のころにはレコーディングの7割ほどで使用している。ビブラート・ユニットは取り外し、セレクターはフロントに固定している。
1963年製ギブソン・カントリー・ウェスタン
『祝祭』制作中に購入。レコーディングにおいては、きらびやかな音用に使用している。
1965年製ギブソン・J-50
2019年ごろに購入。弾き語り時のメイン・ギターとして使用し、レコーディングではガッツのある音用に使用している。

## バンドセット（kanekoayano）

### メンバー
- カネコアヤノ -   - ボーカル
  - ギター
- 林宏敏（下津光史& THE STRANGE FOLKS／ex. 踊ってばかりの国） -   - ギター
  - バンジョー
  - コーラス
   - 2016年11月〜
- 飯塚拓野（the wameki／ex. Granule、BOMBORI） -   - ベース
  - コーラス
   - 2023年3月〜

### サポートメンバー
- 礒部拓見 -   - ドラムス
   - 2024年10月〜
  - Live in Seoul 2024
  - 2024 中国巡演
- 宮坂遼太郎 -   - パーカッション
   - 2024年11月〜
  - Live in Seoul 2024
  - 「ここが俺らの夢番地！！」
- SEI NAGAHATA -   - ドラムス
   - 2024年12月〜
  - 「ここが俺らの夢番地！！」
- 濱野泰政（シャープ兄弟／ex.SWITCH） -   - サウンドプロデュース
  - エンジニア
   - 2012年〜
   - ベース
  - ドラムス
  - バンジョー
  - マンドリン
  - タンバリン
  - コーラス
   - 2012年〜2017年9月
   - パーカッション
  - Billboard Live 2021（2021年12月）

### サポートメンバー（旧）
- 濱野夏椰（Gateballers、小山田壮平バンド、GOD） -   - ギター
  - コーラス
   - 2012年〜2016年
- 永井秀和（ゆうらん船） -   - ピアノ
  - Billboard Live 2021（2021年12月）
- Bob（HAPPY） -   - ドラムス
  - コーラス
   - 2017年9月〜2022年3月
  - 東京ドームシティホール公演（25日）を最後に、サポートメンバーを終了。
- 本村拓磨（ゆうらん船、Hedigan's／ex. Gateballers） -   - ベース
  - シンセサイザー
  - コーラス
   - 2013年11月〜2023年3月
  - 大阪城ホール公演（5日）を最後に、サポートメンバーを終了。
- 照沼光星（Minami Deutsch、KiQ、下津光史& THE STRANGE FOLKS、GOD、thatta、Golden Katies!!／ex. QUATTRO） -   - ドラムス
   - 2022年5月〜
  - 日本武道館 2023
- Hikari Sakashita（San hb／ex. Granule、BOMBORI） -   - ドラムス
  - コーラス
   - 2022年6月〜
  - 2024年10月 活動休止、同年12月 脱退

## 作品

### 全国流通盤

#### 配信シングル
| リリース                  | タイトル                                      | 収録アルバム               | ミュージックビデオ             |
| Dogear Records / AWDR/LR2 | Dogear Records / AWDR/LR2                     | Dogear Records / AWDR/LR2  | Dogear Records / AWDR/LR2      |
| ------------------------- | --------------------------------------------- | -------------------------- | ------------------------------ |
| 2020年5月29日             | KID FRESINO「Cats & Dogs feat. カネコアヤノ」 | KID FRESINO『20,Stop it.』 | Cats & Dogs feat. カネコアヤノ |
| 1994                      |                                               |                            |                                |
| 2020年11月25日            | 腕の中でしか眠れない猫のように                | よすが                     | 腕の中でしか眠れない猫のように |
| 2022年4月13日             | わたしたちへ                                  | タオルケットは穏やかな     | わたしたちへ                   |
| 2024年4月17日             | ラッキー/さびしくない                         |                            |                                |

### 書籍
- カネコアヤノ詩集『わたしのまっしろときんいろ』（発売元：1994、2019年9月17日刊）[67]全国書誌番号:23739587

### その他
- NHK四国4局「おかえり四国」テーマ音楽（2017年）
- 『13の理由』意見楽曲「13」（2018年）
- UNIQLO キャンペーンムービー「ユニクロのジーンズWALK篇」劇中歌（2022年）

### 楽曲提供
- adieu「天使」（2021年）

### 参加楽曲
- 挫・人間「可愛い転校生に告白されて付き合おうと思ったら彼女はなんと狐娘だったので人間のぼくが幸せについて本気出して考えてみた」「下川 VS 世間」（2015年）
- レキシ「マイ草履 feat. にゃん北朝時代」（2022年）

### ラジオCM
- J-WAVE
  - マイベストジョブ ラジオCM120秒「パート始めたんだよ。」篇（2018年）
  - MORI BUILDING Tokyo Passport CM SONG「building song」（2020年）

## ミュージックビデオ
| 監督     | 曲名 |
| -------- | --- |
| 小熊達起 | 「はっぴいえんどを聴かせておくれよ(仮)」 「銀河に乗って」 「グレープフルーツ」                                                    |
| 松本壮史 | 「さよーならあなた」 |
| 木村和平 | 「とがる」 「やさしい生活」 「Home Alone」 「祝日」 「愛のままを」                                                                |
| 岡田貴之 | 「光の方へ」 「ぼくら花束みたいに寄り添って」                                                                                     |
| 奥山由之 | 「ロマンス宣言」 「抱擁」 |
| 村尾輝忠 | 「爛漫」 「星占いと朝」 「腕の中でしか眠れない猫のように」 「閃きは彼方」 「気分」 「わたしたちへ」 「ラッキー」 「さびしくない」 |
| 山田智和 | 「KID FRESINO - Cats & Dogs feat. カネコアヤノ」                                                                                  |
| 井手健介 | 「わたしたちへ」 「タオルケットは穏やかな」                                                                                       |

## ライブ映像
| 撮影                      | 曲名（公演名） |
| ------------------------- | --- |
| 小熊達起                  | 「家族について(13.05.03)」 「中華街 (Acoustic show 2013)」 「キスをしよう(14.12.21)」 「週明け (LIVE 2016.03.13 Shimokitazawa Daisy Bar)」 |
| 粟生田悟                  | 「キスをしよう (LIVE 2016.07.03 Sendai teato )」 |
| 木村和平                  | 「とがる (LIVE 2017.06.10 Sendai teato )」 |
| DAX                       | 「カウボーイ @ りんご音楽祭2018」 「アーケード @ Alternative Tokyo」 「燦々 @ SHIBUYA全感覚祭」 「愛のままを @ りんご音楽祭2020 」 |
| DAX x lute                | 「さよーならあなた @ 森、道、市場 2019」 「天使とスーパーカー」 |
| MUSIC STATION -Spotlight- | 「抱擁」 |
| Billboard JAPAN           | 「カネコアヤノ 【Billboard Liveワンマンショー 2021】at Billboard Live YOKOHAMA 」 |
| 村尾輝忠（監督）          | 「カネコアヤノ ワンマンショー 2020秋 横浜公演」 「WWW presents "サニーデイ・サービス x カネコアヤノ"」 「カネコアヤノ ワンマンショー 2020春 中野サンプラザ公演」 「カネコアヤノ TOUR 2021 “よすが” LINE CUBE SHIBUYA公演」 「カネコアヤノ 単独演奏会『よすが』 さくらホール公演」 「カネコアヤノ x KID FRESINO」2021.10.11at USEN STUDIO COAST 」 「カネコアヤノ 日本武道館ワンマンショー 2021」 「カネコアヤノ × eastern youth - THE FINAL DAYS OF STUDIO COAST 「modern theatre \| OGRE YOU ASSHOLE x カネコアヤノ」 |
| WOWOW                     | 「光の方へ @ FUJI＆SUN 2021」 |

## タイアップ
| 楽曲                     | タイアップ                             |
| ------------------------ | -------------------------------------- |
| 退屈な日々にさようならを | 映画『退屈な日々にさようならを』主題歌 |
| 光の方へ                 | 映画『わたしは光をにぎっている』主題歌 |
| わたしたちへ             | カネボウ化粧品「ALLIE」CMソング        |

## 出演

### ミュージックビデオ
- 挫・人間「人類」（2013年）

### 舞台
- ソラオの世界（2013年2月9日～2月17日、原作：西田シャトナー）- ソラオの幼少期 役　※主題歌・劇中歌も担当
- 光の光の光の愛の光の（2016年9月28日～10月2日、作・演出：三浦直之）※劇中歌も担当[68]

### 映画
- 恋文X（2014年7月5日公開、監督：市川悠輔）※劇中歌も担当
- 退屈な日々にさようならを（2017年2月25日公開、ENBUゼミナール、監督：今泉力哉） - 牛越あみ 役　※主題歌・劇中歌も担当[69]

### テレビ

#### 音楽番組
- NHK E（Eテレ）「ムジカ・ピッコリーノ」（2014年8月9日）
- テレビ神奈川「次世代ロック研究所 #035」 前編 後編（2018年1月27日）
- フジテレビ「Love music」（2018年4月22日）
- NHK G（総合）「シブヤノオト and more FES.2019」（2019年9月7日）
- NHK G（総合）「シブヤノオト Presents KID FRESINO -one off-」（2021年6月5日）
- NHK G（総合）「うたコン 」（2023年2月7日）

#### ドラマ
- テレビ神奈川「デリバリーお姉さんNEO」連続ドラマ版 第6話「声を訪ねて」声の主 役（2017年5月30日）

### ラジオ
- SONAR'S ROOM（2020年 - 2021年、J-WAVE）※『SONAR MUSIC』内、火曜日担当[70]

### CM
- ユニクロのジーンズWALK篇、ユニクロのジーンズLIFE篇 カネコアヤノ（2022年）

## 主なライブ

### ワンマンライブ・主催企画
| 年   | タイトル                                   | 日程     | 場所                                          | 備考             |
| ---- | ------------------------------------------ | -------- | --------------------------------------------- | ---------------- |
| 2018 | カネコアヤノとさぐりあい                   | 02月10日 | K.Dハポン（愛知県）                           | w/台風クラブ     |
| 2018 | カネコアヤノとさぐりあい                   | 02月21日 | TSUTAYA O-nest（東京都）                      | w/おとぎ話       |
| 2018 | カネコアヤノ TOUR 2018 ”祝祭”              | 05月04日 | 横浜 日ノ出町・視聴室その3                    | w/柴田聡子       |
| 2018 | カネコアヤノ TOUR 2018 ”祝祭”              | 05月06日 | 高崎 WOAL                                     |                  |
| 2018 | カネコアヤノ TOUR 2018 ”祝祭”              | 05月11日 | 広島 HIROSHIMA 4.14                           | w/シャムキャッツ |
| 2018 | カネコアヤノ TOUR 2018 ”祝祭”              | 05月13日 | 京都 Live House nano                          |                  |
| 2018 | カネコアヤノ TOUR 2018 ”祝祭”              | 06月02日 | 岡山禁酒会館                                  |                  |
| 2018 | カネコアヤノ TOUR 2018 ”祝祭”              | 06月03日 | 福岡 LIV LABO                                 |                  |
| 2018 | カネコアヤノ TOUR 2018 ”祝祭”              | 06月08日 | 札幌 Sound lab mole                           | w/シャムキャッツ |
| 2018 | カネコアヤノ TOUR 2018 ”祝祭”              | 06月09日 | 札幌 キノカフェ                               | w/その他の短編ズ |
| 2018 | カネコアヤノ TOUR 2018 ”祝祭”              | 06月15日 | 仙台 SENDAI KOFFEE CO.                        |                  |
| 2018 | カネコアヤノ 弾き語り単独演奏会 2018 秋    | 09月24日 | 旧グッゲンハイム邸                            |                  |
| 2018 | カネコアヤノ 弾き語り単独演奏会 2018 秋    | 09月27日 | 武蔵野公会堂                                  |                  |
| 2018 | カネコアヤノ 弾き語り単独演奏会 2018 秋    | 09月29日 | 金山ブラジルコーヒー                          |                  |
| 2018 | カネコアヤノ 弾き語り単独演奏会 2018 秋    | 12月13日 | 京都UrBANGUILD                                |                  |
| 2019 | カネコアヤノ 単独演奏会 2019「さいしん」   | 01月10日 | 渋谷区文化総合センター大和田 伝承ホール       |                  |
| 2019 | カネコアヤノ 単独演奏会 2019「さいしん」   | 01月15日 | ザムザ阿佐谷                                  |                  |
| 2019 | カネコアヤノ 単独演奏会 2019「さいしん」   | 01月19日 | 名古屋市千種文化小劇場                        |                  |
| 2019 | カネコアヤノ 単独演奏会 2019「さいしん」   | 01月20日 | 天満教会                                      |                  |
| 2019 | カネコアヤノ 単独演奏会 2019「さいしん」   | 01月29日 | 東京キネマ倶楽部                              |                  |
| 2019 | カネコアヤノ ワンマンショー 2019春         | 05月18日 | 梅田シャングリラ                              |                  |
| 2019 | カネコアヤノ ワンマンショー 2019春         | 05月19日 | 伏見JAMMIN                                    |                  |
| 2019 | カネコアヤノ ワンマンショー 2019春         | 05月21日 | 恵比寿LIQUIDROOM                              |                  |
| 2019 | カネコアヤノ 第1回キチム単独演奏会         | 08月17日 | 吉祥寺キチム                                  |                  |
| 2019 | カネコアヤノ 単独演奏会 『燦々』           | 09月05日 | 渋谷区文化総合センター大和田 さくらホール     |                  |
| 2019 | カネコアヤノ TOUR 2019 ”燦々”              | 11月22日 | 梅田CLUB QUATTRO                              |                  |
| 2019 | カネコアヤノ TOUR 2019 ”燦々”              | 12月04日 | マイナビBLITZ赤坂                             |                  |
| 2020 | カネコアヤノ TOUR 2019 ”燦々”              | 02月20日 | 名古屋CLUB QUATTRO                            |                  |
| 2020 | カネコアヤノ TOUR 2020 "燦々"              | 01月10日 | 草月ホール（東京都）                          |                  |
| 2020 | カネコアヤノ TOUR 2020 "燦々"              | 01月26日 | 紫明会館（京都府）                            |                  |
| 2020 | カネコアヤノ TOUR 2020 "燦々"              | 01月27日 | ルネスホール（岡山県）                        |                  |
| 2020 | カネコアヤノ TOUR 2020 "燦々"              | 02月06日 | 磔磔（京都府）                                |                  |
| 2020 | カネコアヤノ TOUR 2020 "燦々"              | 02月08日 | セカンド・クラッチ（広島県）                  |                  |
| 2020 | カネコアヤノ TOUR 2020 "燦々"              | 02月09日 | BEAT STATION（福岡県）                        |                  |
| 2020 | カネコアヤノ TOUR 2020 "燦々"              | 02月15日 | MACANA（宮城県）                              |                  |
| 2020 | カネコアヤノ TOUR 2020 "燦々"              | 02月23日 | Sound lab mole（北海道）                      |                  |
| 2020 | カネコアヤノ ワンマンショー 2020秋         | 09月13日 | 大阪城音楽堂（大阪府）                        |                  |
| 2020 | カネコアヤノ ワンマンショー 2020秋         | 10月02日 | 大さん橋ホール（神奈川県）                    |                  |
| 2024 | カネコアヤノ Livehouse Tour 2024           | 5月7日   | KT Zepp Yokohama                              |                  |
| 2024 | カネコアヤノ Livehouse Tour 2024           | 5月10日  | 仙台GIGS                                      |                  |
| 2024 | Kaneko Ayano UK Tour 2024                  | 5月12日  | London Oslo Hackney                           |                  |
| 2024 | Kaneko Ayano UK Tour 2024                  | 5月13日  | Birmingham The Victoria                       |                  |
| 2024 | Kaneko Ayano UK Tour 2024                  | 5月16日  | Brighton Queens Hotel (The Great Escape 2024) |                  |
| 2024 | Kaneko Ayano UK Tour 2024                  | 5月17日  | Brighton Waterbear (The Great Escape 2024)    |                  |
| 2024 | カネコアヤノ Livehouse Tour 2024           | 5月22日  | Zepp Nagoya                                   |                  |
| 2024 | カネコアヤノ Livehouse Tour 2024           | 5月24日  | Zepp Fukuoka                                  |                  |
| 2024 | カネコアヤノ Livehouse Tour 2024           | 5月28日  | Zepp Namba                                    |                  |
| 2024 | カネコアヤノ Livehouse Tour 2024           | 6月1日   | Zepp Sapporo                                  |                  |
| 2024 | カネコアヤノ Livehouse Tour 2024           | 6月4日   | Zepp DiverCity                                |                  |
| 2024 | カネコアヤノ Livehouse Tour 2024           | 6月5日   | Zepp DiverCity                                |                  |
| 2024 | カネコアヤノ Livehouse Tour 2024           | 6月19日  | 京都 磔磔                                     | 追加公演         |
| 2024 | カネコアヤノ Livehouse Tour 2024           | 6月21日  | 高松オリーブホール                            |                  |
| 2024 | カネコアヤノ Livehouse Tour 2024           | 6月22日  | 広島CLUB QUATTRO                              |                  |
| 2024 | カネコアヤノ Livehouse Tour 2024           | 6月27日  | 金沢EIGHT HALL                                |                  |
| 2024 | カネコアヤノ Livehouse Tour 2024           | 6月28日  | 長野CLUB JUNK BOX                             |                  |
| 2024 | カネコアヤノ Livehouse Tour 2024           | 7月7日   | 沖縄 ミュージックタウン音市場                 |                  |
| 2024 | カネコアヤノ 野音ワンマンショー 2024       | 8月3日   | 日比谷野外大音楽堂                            |                  |
| 2024 | カネコアヤノ 野音ワンマンショー 2024       | 9月14日  | 大阪城音楽堂                                  |                  |
| 2024 | カネコアヤノ 単独演奏会 2024               | 10月14日 | 北海道 モエレ沼公園 ガラスのピラミッド        |                  |
| 2024 | カネコアヤノ 単独演奏会 2024               | 10月22日 | 東京 キリスト品川教会 グローリア・チャペル    |                  |
| 2024 | カネコアヤノ 単独演奏会 2024               | 11月9日  | 甲府 桜座                                     |                  |
| 2024 | カネコアヤノ 単独演奏会 2024               | 11月10日 | 長野 上田映劇                                 |                  |
| 2024 | カネコアヤノ 単独演奏会 2024               | 11月14日 | 福岡 SAWARAPIA                                |                  |
| 2024 | カネコアヤノ 単独演奏会 2024               | 11月16日 | 島根 興雲閣 大広間                            |                  |
| 2024 | カネコアヤノ 単独演奏会 2024               | 11月22日 | 仙台 イズミティ21 小ホール                    |                  |
| 2024 | kanekoayano 2024中国巡演 - CHINA TOUR      | 12月4日  | 上海 Modern Sky Lab                           |                  |
| 2024 | kanekoayano 2024中国巡演 - CHINA TOUR      | 12月5日  | 北京 Dusk Dawn Club                           |                  |
| 2024 | kanekoayano 2024中国巡演 - CHINA TOUR      | 12月7日  | 成都 Aflame Art Center - Six                  |                  |
| 2024 | kanekoayano 2024中国巡演 - CHINA TOUR      | 12月8日  | 広州 Omni Space - One                         |                  |
| 2024 | カネコアヤノ 単独演奏会 2024               | 12月11日 | 大阪市中央公会堂                              |                  |
| 2024 | カネコアヤノ 単独演奏会 2024               | 12月19日 | 神奈川 大さん橋ホール                         |                  |
| 2024 | カネコアヤノ 単独演奏会 2024               | 12月20日 | 神奈川 大さん橋ホール                         |                  |
| 2025 | カネコアヤノ しちょさん 単独演奏会         | 1月31日  | 横浜 日ノ出町 試聴室 その3                    |                  |
| 2025 | kanekoayano ユニバース ワンマンショー      | 2月13日  | 味園ユニバース                                |                  |
| 2025 | kanekoayano ユニバース ワンマンショー      | 2月14日  | 味園ユニバース                                |                  |
| 2025 | kanekoayano 野外ワンマンショー 2025        | 4月12日  | 日比谷野外大音楽堂                            |                  |
| 2025 | kanekoayano 野外ワンマンショー 2025        | 4月18日  | 大阪城音楽堂                                  |                  |
| 2025 | kanekoayano UK TOUR 2025                   | 5月16日  | GLASSGOW STEREO                               |                  |
| 2025 | kanekoayano UK TOUR 2025                   | 5月17日  | NEWCASTLE CLUNY2                              |                  |
| 2025 | kanekoayano UK TOUR 2025                   | 5月18日  | MANCHESTER DEAF INSTITUTE                     |                  |
| 2025 | kanekoayano UK TOUR 2025                   | 5月20日  | BIRMINGHAM HARE & HOUNDS KINGS HEATH          |                  |
| 2025 | kanekoayano UK TOUR 2025                   | 5月21日  | BRIGHTON HOPE & RUIN                          |                  |
| 2025 | kanekoayano UK TOUR 2025                   | 5月22日  | LONDON The Garage                             |                  |
| 2025 | kanekoayano UK TOUR 2025                   | 5月24日  | BRISTOL Dot To Dot Festival 2025              |                  |
| 2025 | kanekoayano UK TOUR 2025                   | 5月25日  | NOTTINGHAM Dot To Dot Festival 2025           |                  |
| 2025 | kanekoayano show in Paris                  | 5月28日  | Paris Supersonic                              |                  |
| 2025 | kanekoayano Australian Tour June 2025      | 6月13日  | Sydney Manning Bar                            |                  |
| 2025 | kanekoayano Australian Tour June 2025      | 6月14日  | Melbourne Northcote Social Club               |                  |
| 2025 | kanekoayano Australian Tour June 2025      | 6月15日  | Melbourne Northcote Social Club               |                  |
| 2025 | kanekoayano Hall Tour 2025 "石の糸"        | 6月28日  | 岡谷鋼機名古屋公会堂                          |                  |
| 2025 | kanekoayano Hall Tour 2025 "石の糸"        | 6月29日  | 金沢市文化ホール                              |                  |
| 2025 | kanekoayano Hall Tour 2025 "石の糸"        | 7月3日   | 広島 JMSアステールプラザ 大ホール             |                  |
| 2025 | kanekoayano Hall Tour 2025 "石の糸"        | 7月4日   | 大阪 オリックス劇場                           |                  |
| 2025 | kanekoayano Hall Tour 2025 "石の糸"        | 7月20日  | 京都 KBSホール                                |                  |
| 2025 | kanekoayano Hall Tour 2025 "石の糸"        | 7月21日  | 静岡市清水文化会館(マリナート) 大ホール       |                  |
| 2025 | kanekoayano Hall Tour 2025 "石の糸"        | 8月5日   | LINE CUBE SHIBUYA                             |                  |
| 2025 | kanekoayano Hall Tour 2025 "石の糸"        | 8月6日   | LINE CUBE SHIBUYA                             |                  |
| 2025 | kanekoayano Hall Tour 2025 "石の糸"        | 8月9日   | サンポート高松 大ホール                       |                  |
| 2025 | kanekoayano Hall Tour 2025 "石の糸"        | 8月11日  | 福岡市民ホール 大ホール                       |                  |
| 2025 | kanekoayano Hall Tour 2025 "石の糸"        | 9月3日   | Kanadevia Hall (TOKYO DOME CITY HALL)         |                  |
| 2025 | kanekoayano Hall Tour 2025 "石の糸"        | 9月6日   | トークネットホール仙台 大ホール               |                  |
| 2025 | kanekoayano Hall Tour 2025 "石の糸"        | 9月19日  | 札幌 カナモトホール                           |                  |
| 2025 | kanekoayano Hall Tour 2025 "石の糸"        | 9月22日  | Zepp Fukuoka                                  | 追加公演         |
| 2025 | kanekoayano Hall Tour 2025 "石の糸"        | 9月28日  | 沖縄 アイム・ユニバース てだこホール 大ホール |                  |
| 2025 | kanekoayano ASIA TOUR 2025                 | 10月3日  | Hong Kong Portal                              |                  |
| 2025 | kanekoayano ASIA TOUR 2025                 | 10月5日  | Bangkok The Street Hall                       |                  |
| 2025 | kanekoayano ASIA TOUR 2025                 | 10月8日  | Legacy Taipei                                 |                  |
| 2025 | kanekoayano ASIA TOUR 2025                 | 10月10日 | Kuala Lumpur Live Fact                        |                  |
| 2025 | kanekoayano ASIA TOUR 2025                 | 10月11日 | Singapore Esplanade Annexe Studio             |                  |
| 2026 | kanekoayano 日本武道館 ワンマンショー 2026 | 1月15日  | 日本武道館                                    |                  |

### 出演イベント
2018年
- 02月04日 - BAYCAMP201802
- 05月16日 - Spotify Early Noise Night vol.5
- 05月26日 - Shimokitazawa SOUND CRUISING 2018
- 05月27日 - Magical Colors Night
- 06月16日 - YUGURE HOUSE
- 06月17日 - YATSUI FESTIVAL! 2018
- 07月08日 - 風のチャイム
- 07月15日 - GFB'18
- 07月18日 - SHIBUYA CLUB QUATTRO 30th ANNIVERSARY "QUATTRO STANDARDS"
- 07月20日 - ROCK ON THE BEACH 2018
- 07月29日 - FUJI ROCK FESTIVAL '18
- 08月14日 - リゾームライブラリーVII
- 08月25日 - ONE MUSIC CAMP 2018
- 08月26日 - PEANUTS CAMP 2018
- 08月29日 - Spitz × VINTAGE ROCK std. presents 新木場サンセット 2018
- 09月02日 - September Records 2nd Anniversary × アンダースタンド ～グッバイサマー2018～
- 09月16日 - shima fes SETOUCHI 2018 ～百年つづく、海の上の音楽祭。～
- 09月22日 - りんご音楽祭2018
- 10月13日 - MONO NO AWARE 『AHA』リリースツアー「OHO」
- 10月14日 - SOCIAL TOWER MARKET 2018
- 10月15日 - Flying Flags naked 石崎ひゅーい × カネコアヤノ
- 10月20日 - 十三月 presents "全感覚祭 18"
- 10月21日 - たぬき音楽祭2018
- 10月27日 - オトトヒト2018
- 10月28日 - ボロフェスタ2018
- 11月03日 - 武蔵大学 第66回 白雉祭
- 11月04日 - Scramble Fes 2018
- 11月11日 - NEWTOWN 2018
- 11月21日 - 2-man tour vol.2 "FALL FALL FALL"
- 12月09日 - JAPAN'S NEXT 渋谷JACK 2018 WINTER
- 12月24日 - 港町ポリフォニー2018 EXTRA
- 12月30日 - COUNTDOWN JAPAN 18/19

2019年
- 02月20日 - Have a Nice Day! presents NU VOID
- 02月22日 - odol LIVE 2019 “O/g-8”
- 03月02日 - OTO TO TABI 2019
- 03月10日 - QUATTRO MEETING 2019春
- 03月16日 - Alternative Tokyo
- 03月18日 - Wordplay vol.63
- 03月20日 - リーガルリリーpresents「春はあけぼのツアー」
- 03月24日 - IMAIKE GO NOW 2019
- 04月05日 - ZOMBIE-CHANG「ラブリーおはよう愛してるよ！ツアー」
- 04月06日 - SYNCHRONICITY’19
- 04月23日 - WWW presents dots
- 04月27日 - ARABAKI ROCK FEST.19
- 05月11日 - 第8回パンダ音楽祭
- 06月02日 - 森、道、市場2019
- 06月09日 - THE CAMP BOOK 2019
- 06月16日 - YATSUI FESTIVAL! 2019
- 06月22日 - 京音-KYOTO- 2019
- 07月13日 - GFB’19
- 07月26日 - 『代官山 晴れたら空に豆まいて 13周年記念』 Alice Phoebe Lou Japan Tour 2019 With カネコアヤノ
- 07月31日 - LIQUIDROOM 15th ANNIVERSARY
- 08月09日 - Love sofa - summervacation!!!
- 08月11日 - ROCK IN JAPAN FESTIVAL 2019
- 08月24日 - WILD BUNCH FEST. 2019
- 09月01日 - SWEET LOVE SHOWER 2019
- 09月08日 - Sunset Live 2019
- 09月14日 - BAYCAMP2019
- 09月15日 - New Acoustic Camp 2019
- 09月28日 - りんご音楽祭2019
- 10月11日 - 林以樂 × カネコアヤノ
- 10月13日 - SOCIAL CASTLE MARKET
- 10月13日 - SHIBUYA全感覚祭 -Human Rebellion-
- 10月14日 - FM802 30PARTY MINAMI WHEEL 2019
- 10月20日 - NEWTOWN 2019
- 10月27日 - ボロフェスタ2019
- 11月02日 - 日芸ROCKS2019 カネコアヤノ
- 12月14日 - SSPS
- 12月19日 - 『CROSSING CARNIVAL 外伝』〜カネコアヤノと折坂悠太〜
- 12月27日 - FM802 30PARTY ROCK FESTIVAL RADIO CRAZY 2019

2020年
- 05月17日 - 森、道、市場をお茶の間で
- 07月05日 - LIVEWIRE カネコアヤノ@伊豆スタジオ
- 09月26日 - りんご音楽祭2020
- 10月28日 - WWW presents "サニーデイ・サービス x カネコアヤノ"
- 11月05日 - GREENS presents "芍薬"
- 12月26日 - J-WAVE TOKYO GUITAR JAMBOREE 2020 RETURNS
- 12月28日 - NOT WONK PRESENTS "YOUR NAME"
- 12月31日 - KEEP ON FUJI ROCKIN' II ～On The Road To Naeba 2021～

2025年
- 04月24日 - kanekoayano YouTube Live Performance 2025
- 04月27日 - ARABAKI ROCK FEST.25
- 05月03日 - 柴田聡子 presents「ありがとう」vol.2〜柴田聡子(BAND SET) × kanekoayano
- 05月24日 - Dot To Dot Festival 2025
- 05月25日 - Dot To Dot Festival 2025
- 07月27日 - FUJI ROCK FESTIVAL'25
- 08月02日 - Incheon Pentaport Rock Festival 2025
- 08月24日 - STEREO RECORDS 20th Anniversary~ kanekoayano × 石橋英子
- 09月24日 - DMBQとkanekoayano

## 参考資料
- SNS
  - カネコ商店（カネコアヤノ スタッフ） [@kanekoayanoinfo] (7 October 2018). “お知らせ”. X（旧Twitter）より2021年9月20日閲覧.
- インタビュー、対談等
  - 高良, 美咲 (2014年6月20日). “【カネコアヤノ】みんな笑ったほうがいいし、我慢しないほうがいい”. OKMusic.   ジャパンミュージックネットワーク. 2021年5月11日閲覧。
  - 前田, 将博 (2015年5月26日). “【インタヴュー】カネコアヤノ「いま見えているもの全部、歌にしたい」 自主企画や今後を語る”. OTOTOY.   オトトイ. 2021年5月15日閲覧。
  - 廣田, 喜昭 (2016年2月8日). “22歳シンガーソングライター、キャッチコピーは「今、一番生まれる時代を間違えた女」（ゲスト：カネコアヤノさん）【前編】”. AdverTimes.  宣伝会議. 2021年5月11日閲覧。
  - 廣田, 喜昭 (2016年2月8日). “好きな人の苗字を自分の名前につけて、変じゃないか確認する（ゲスト：カネコアヤノさん）【後編】”. AdverTimes.  宣伝会議. 2021年5月11日閲覧。
  - 西澤, 裕郎 (2016年8月22日). “OTOTOY × ATFIELD presents 「オトトイのススメ!」”. OTOTOY.   オトトイ. 2021年5月11日閲覧。
  - 西澤, 裕郎 (2016年12月7日). “カネコアヤノ×林宏敏（ex.踊ってばかりの国）対談 — 可能性を広げた幸せな邂逅の産物”. OTOTOY.   オトトイ. 2021年5月11日閲覧。
  - 川端, 哲生 (2017年2月24日). “『退屈な日々にさようならを』 カネコアヤノ & マヒトゥ・ザ・ピーポー（GEZAN）& 今泉力哉監督 インタビュー”. SUBPOKKE. 2021年5月15日閲覧。
  - 金子, 厚武 (2017年4月25日). “カネコアヤノが見せた尖った横顔 かわいいと言って舐めないで”. CINRA.NET.  CINRA. 2021年5月11日閲覧。
  - 杉山, 仁 (2017年4月26日). “カネコアヤノを変えた『ひかれあい』とは? ex踊ってばかりの国・林、Gateballers本村ら集った〈終わらない青春〉みたいなバンドの物語”. Mikiki.  タワーレコード. 2021年5月12日閲覧。
  - 西澤, 裕郎 (2017年4月27日). “カネコアヤノの音楽は生活を“ちょっとだけ”楽しくする — 18歳の女子インターンとその魅力を語り合う”. OTOTOY.   オトトイ. 2021年5月11日閲覧。
  - 北沢, 夏音 (2018年4月25日). “カネコアヤノが語る、怒涛の2年の全て 本当のはじまりはここから”. CINRA.NET.  CINRA. 2021年5月11日閲覧。
  - 金子, 厚武 (2018年4月26日). “カネコアヤノ『祝祭』 信頼の置けるバンド・メンバーと共に書き留めた、何でもない日常の美しい記録”. Mikiki.  タワーレコード. 2021年5月12日閲覧。
  - 西澤, 裕郎 (2018年4月27日). “なんでもない日常に祝祭を — 2018年ブレイク必至のカネコアヤノ、新アルバム『祝祭』をハイレゾ・リリース”. OTOTOY.   オトトイ. 2021年5月11日閲覧。
  - 奥, “ボウイ”昌史 (2018年8月3日). “「読んだときに詩となって、聴いたときに歌となればいいなって」 快進撃を続けるカネコアヤノの ドキュメンタリーたるオルタナティブな名盤『祝祭』と その周辺を語るインタビュー＆動画コメント”. ぴあ関西版WEB.  ぴあ. 2021年5月15日閲覧。
  - 北沢, 夏音、山元, 翔一 (2019年4月17日). “カネコアヤノのお守りみたいな歌 不安を大丈夫に変える詩の秘密”. CINRA.NET.  CINRA. 2021年5月11日閲覧。
  - 高山, 敦 (2019年4月18日). “ライブチケットやLPは即完売 注目のアーティスト・カネコアヤノの思いとは”. WWDJAPAN.   INFASパブリケーションズ. 2021年5月11日閲覧。
  - 北沢, 夏音、山元, 翔一 (2019年9月17日). “カネコアヤノが背負うもの。歌は日々に添えられた花束のように”. CINRA.NET.  CINRA. 2021年5月11日閲覧。
  - 飯田, 仁一郎、鈴木, 雄希 (2019年9月20日). “2019年の顔はカネコアヤノで決まり！ — バンドの可能性を信じた新アルバム『燦々』”. OTOTOY.   オトトイ. 2021年5月11日閲覧。
  - Murao, Yasuo (2019年10月15日). “《カネコアヤノ》にインタビュー！言葉にすればいつか実現する”. FUDGE.jp. 火曜日のプレイリスト.  三栄. 2021年5月11日閲覧。
  - Murao, Yasuo (2019年10月22日). “《カネコアヤノ》にインタビュー！ずっと普通を歌っていきたい”. FUDGE.jp. 火曜日のプレイリスト.  三栄. 2021年5月11日閲覧。
  - 岡村, 詩野 (2020年2月12日). “カネコアヤノはなぜいまの時代に求められたのか — 岡村詩野が鋭く迫る2019年のカネコアヤノ躍進のワケ”. OTOTOY.   オトトイ. 2021年5月11日閲覧。
  - “カネコアヤノ『明け方』を生演奏！ 「初めて買ったギター」などリスナーの質問にも回答”. J-WAVE NEWS.   J-WAVE (2020年4月22日). 2021年8月23日閲覧。
  - 本間, 夕子 (2020年5月18日). “カネコアヤノにとって「音楽」とは。自然体で鳴らすその本質を真正面から探る。”. Fanplus Music.   Fanplus. 2021年5月11日閲覧。
  - 金子, 厚武 (2021年4月26日). “カネコアヤノ、初めてバンドメンバー全員で語り合う、4人の出会いから最新アルバム『よすが』まで”. 2021年5月11日閲覧。
  - 山本, 諒 (2021年9月16日). “Interview｜カネコアヤノ×林宏敏『よすが』に滲む、儚いギターについて。”. Guitar magazine.   リットーミュージック. 2021年9月19日閲覧。
- レビュー
  - “カネコアヤノ — “今、一番生まれる時代を間違えた女”の最新アルバムをチェック！”. Uta-Net. 今日のうた.   ページワン (2015年11月10日). 2021年5月14日閲覧。
  - aokinoko (2015年12月18日). “カネコアヤノ、ノイジーなギターうねる片思いソングや恋する気持ち描いたレゲエ風楽曲など新たなポップセンス開花した新作”. Mikiki.  タワーレコード. 2021年5月12日閲覧。
  - 白崎, 未穂 (2016年12月). “カネコアヤノ『さよーならあなた』”. Skream!.   激ロックエンタテインメント. 2021年5月12日閲覧。
  - 岩間, 愛 (2016年12月1日). “さよーならあなた / カネコアヤノ”. Rooftop.   ルーフトップ. 2021年5月11日閲覧。
  - 滝沢, 真優 (2017年5月). “カネコアヤノ『ひかれあい』”. Skream!.   激ロックエンタテインメント. 2021年5月12日閲覧。
  - 森, 朋之 (2017年10月14日). “カネコアヤノ 実体験と物語が混ざり合うような感覚。どこまでも正直で、まっすぐな歌。最新作はアナログ・レコードのみで発表”. WHAT’s IN?tokyo.  ソニー・ミュージックエンタテインメント. 2021年5月12日時点のオリジナルよりアーカイブ。2021年5月14日閲覧。
  - 澤田, 大輔 (2019年10月10日). “カネコアヤノ『燦々』 プレーンなロックンロールを志向、誠実な音と言葉の連鎖にいちいち胸を揺さぶられる”. Mikiki.  タワーレコード. 2021年5月12日閲覧。
  - 柴, 那典 (2019年12月29日). “柴那典が選ぶ、2019年国内作品年間ベスト10 カネコアヤノ、小沢健二、KOHHら「日本語の音楽表現」”. Real Sound.   blueprint. 2021年5月12日閲覧。
  - “OTOTOY各スタッフがそれぞれ選んだ2019年の10作品”. OTOTOY.   オトトイ (2020年1月22日). 2021年9月19日閲覧。
  - 森, 朋之 (2020年3月31日). “MWAM、岡村靖幸……独創的な音楽性＆豊かなリズムを内包したボーカル 新譜5作をピックアップ”. Real Sound.   blueprint. 2021年5月12日閲覧。
  - Goseki (2021年9月2日). “カネコアヤノ『よすが』—素顔で寄り添う優しさの先に”. musit.   ラスファクトリー. 2021年9月30日閲覧。
- ライヴ・レポート
  - 西澤, 裕郎 (2017年3月27日). “【ガチ検証】カネコアヤノのライヴを高校卒業したての女子インターンに見せてみた”. OTOTOY.   オトトイ. 2021年5月15日閲覧。
  - 西澤, 裕郎 (2017年4月11日). “【続編】カネコアヤノのライヴ（バンド編成）を女子インターンと一緒に観に行ってきた”. OTOTOY.   オトトイ. 2021年5月15日閲覧。
  - 村尾, 泰郎 (2020年2月20日). “折坂悠太とカネコアヤノの再会の記録 「歌」に注ぐ眼差しの違い”. CINRA.NET.  CINRA. 2021年5月11日閲覧。
  - 山元, 翔一 (2020年7月10日). “カネコアヤノの「お守り」は何か？「大丈夫」の魔法とあなたの存在”. CINRA.NET.  CINRA. 2021年5月11日閲覧。
- リリース、イベント情報
  - “『MOOSIC LAB 2014』ベストミュージシャン賞に、カネコアヤノ!!グランプリ発表は、8/7開催のクロージングイベントにて。”. SUBPOKKE (2014年8月3日). 2021年5月15日閲覧。
  - “カネコアヤノ『祝祭』LP ＆『祝祭 ひとりでに』カセット同時リリース”. Spincoaster.  スピンコースター (2018年9月4日). 2021年5月15日閲覧。
- その他
  - “カネコアヤノ”. SPACE SHOWER MUSIC.  スペースシャワーネットワーク. 2021年5月15日閲覧。
  - “カネコアヤノ”. OKMusic.   ジャパンミュージックネットワーク. 2021年5月15日閲覧。
  - 西島, 大介 (2015年3月16日). “映画『世界の終わりのいずこねこ』制作日記 〜アイドルと映画に巻き込まれた僕たち〜”. SUBPOKKE. 2021年5月15日閲覧。
  - 結木, 千尋 (2018年10月30日). “カネコアヤノ。流されてきた先にあった自分だけのスタイル”. ミーティア.   MURAL. 2021年5月15日閲覧。
  - 森, 朋之 (2019年4月1日). “あいみょん、山本彩、家入レオ、藍井エイル、カネコアヤノ……女性アーティストの言葉から見える今”. Real Sound.   blueprint. 2021年5月11日閲覧。
  - “第12回CDショップ大賞2020 大賞受賞者コメント”. 全日本CDショップ店員組合.   全日本CDショップ店員組合 (2020年). 2021年9月30日閲覧。
  - カネコ, アヤノ (2021年5月25日). “ぼくの綺羅星vol.4 部屋とギター”. 装苑ONLINE.  文化学園文化出版局. 2021年8月23日閲覧。
  - 山本, 諒 (2021年9月16日). “カネコアヤノ&林宏敏 —『よすが』を彩った機材”.  リットーミュージック. 2021年9月17日閲覧。